# چو یونگ-کوانگ
چو یونگ-کوانگ (انگلیسی: Chu Yung-kwang؛ ۱۹۲۰ – ۲۸ سپتامبر ۱۹۸۲) بازیکن فوتبال اهل کره جنوبی بود.
وی همچنین در تیم ملی فوتبال کره جنوبی بازی کرده‌است.
وی در مسابقات کشوری و بین‌المللی در مجموع برندهٔ ۱ مدال نقره شده‌است.